# أكاديمية المسرح في شانغهاي
أكاديمية المسرح في شانغهاي (بالصينية: 上海戏剧学院) (بالإنجليزية: Shanghai Theatre Academy)، ويشار إليها باسم أوبرا شنغهاي، هي أكاديمية فنية عليا في الصين تعمل على تنمية المواهب في فنون الدراما والمسرح. تعد أكاديمية المسرح في شانغهاي والأكاديمية المركزية للدراما وأكاديمية بكين للأفلام من بين أفضل ثلاث مدارس في الصين القارية لتنمية المواهب الدرامية والسينمائية والتلفزيونية، والأوبرا الصينية (بالصينية: 戲曲).
تأسست المدرسة في 1 ديسمبر 1945. كانت سابقتها مدرسة الدراما التجريبية التابعة لبلدية شنغهاي التي أسسها المعلم الشهير جو يوكسيو والمسرحيون المشهورون لي جيان وو، وقو تشونغ يي، وهوانغ زولين. كان الكاتب المسرحي الشهير شيونغ فوشي أول عميد للأكاديمية، وهو أيضًا المدير الذي شغل المنصب لفترة طويلة. يحتوي الحرم الجامعي على تمثال نصفي من البرونز للسيد شيونغ و«مبنى فوشي» و«مكتبة فوشي» للاحتفال بإسهاماته البارزة في تعليم الفن الصيني.

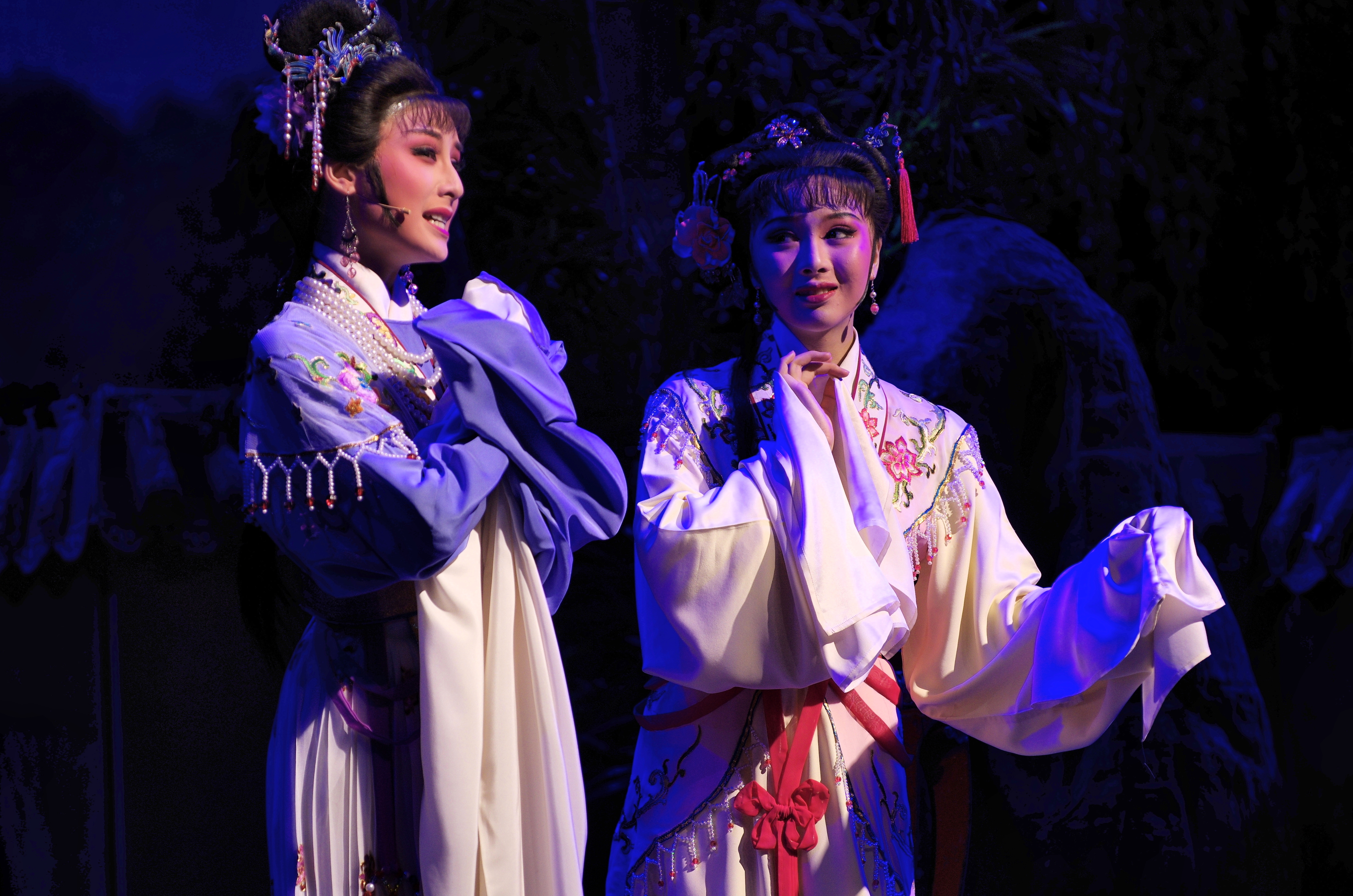
أداء أوبرا شاوشينغ بمسرح تيانشان، الصين. الممثلتان تشين مينجوان (陈敏娟، إلى اليسار) وتشين شينيو (陈欣 雨)، طالبتان سابقتان.

جرى تغيير موقع المدرسة عدة مرات، واستقرت أخيرًا في رقم شارع هواشان 630، منطقة جينغيان، شنغهاي.

## تاريخ الأكاديمية
- تأسست مدرسة شنغهاي التجريبية للدراما في 1 ديسمبر 1945، وكان قو تشونغ يي أول مدير لها.[3][4]
- في أكتوبر 1949، تم تغيير اسم مدرسة شنغهاي التجريبية للدراما إلى أكاديمية شنغهاي للدراما.
- في عام 1952، قامت الكليات والجامعات في جميع أنحاء البلاد بتعديل أقسامها. تم دمج قسم الدراما في جامعة شاندونغ ومجموعة الدراما في مدرسة شنغهاي شينغزي للفنون وتأسيسها رسميًا وإعادة تسميتها بفرع شرق الصين التابع للأكاديمية المركزية للدراما.
- في عام 1956، تم تسميتها رسميًا بأكاديمية شنغهاي للمسرح وأصبحت أكاديمية للفنون العليا تخضع مباشرة لوزارة الثقافة. وقع تشكيل نمط إدارة المدرسة بما في ذلك أربعة أقسام بما في ذلك التمثيل وفن المسرح والدراما والأدب والمخرج.
- في عام 2000، تم نقله إلى البناء المشترك لبلدية شنغهاي ووزارة الثقافة، وتم تخصيص إدارة محلية كعنصر أساسي للإشراف على المؤسسة.
- في يونيو 2002، تم دمج المدرسة السابقة للفنون المسرحية بجامعة شنغهاي العادية ومدرسة أوبرا شنغهاي ومدرسة شنغهاي للرقص في أكاديمية مسرح شنغهاي وفرع الأوبرا والرقص ومدرسة الأوبرا التابعة ومدرسة الرقص التابعة. تم تشكيل ثلاثة أحرم جامعية (حرم طريق هواشان، حرم طريق ليانهوا الجامعي، حرم طريق هونغكياو الجامعي)
- في عام 2004، تعاونت مع مسرح أطفال شنغهاي للفنون ومركز شنغهاي للفنون الدرامية لتكوين تحالف مشترك والاستعداد لإنشاء «شارع الدراما». بعد اكتماله، سيصبح مركزًا للعروض والمواهب وتبادل المسرح والفن في شنغهاي.[5]

## الحُرم الجامعية
- تقع المدرسة الرئيسية على طريق هواشان وهي الآن مركز دراما.
- تقع أكاديمية السينما والتلفزيون وأكاديمية الأوبرا الصينية ومدرسة الأوبرا الصينية التابعة لها على طريق ليانهوا. بعد نقل أكاديمية المستقبل للسينما والتلفزيون، ستعمل كمركز للأوبرا الصينية.
- تقع أكاديمية الرقص ومدرسة الرقص التابعة لها في المركز الدولي للرقص على طريق هونغكياو.
- سيتم افتتاح حرم بوجيانغ الجديد في سبتمبر 2019 كمركز إعلامي جديد للأفلام والتلفزيون.

وقعت أكاديمية المسرح في شانغهاي برامج تبادل أكاديمي وفني مع مؤسسات في 26 دولة ومنطقة في جميع أنحاء العالم. كما أقامت علاقات تعاون مع 14 جامعة، بما في ذلك معهد سانت بطرسبرغ الحكومي للفنون المسرحية. مدرسة تيش للفنون، جامعة نيويورك، جامعة كاليفورنيا؛ جامعة ميساشينو للفنون، اليابان؛ جامعة الفنون الرومانية، إيطاليا؛ أكاديمية الفنون الجميلة في بولونيا، إيطاليا؛ معهد برمنغهام للفنون والتصميم، المملكة المتحدة؛ كلية الإعلام الإبداعي، وجامعة سيتي في هونغ كونغ، وغيرها. يأتيها الطلاب من أكثر من 50 دولة ومنطقة للدراسة. زار أعضاء هيئة التدريس والطلاب في أكاديمية المسرح في شانغهاي العديد من الجامعات الدولية، وأحيانًا بعروض سياحية، وأحيانًا في رحلات دراسية قصيرة المدى، في دول مثل سنغافورة، واليابان، وإنجلترا، وفرنسا، وإيطاليا، وألمانيا، والنمسا، وأستراليا، والولايات المتحدة الأمريكية، وكوريا، وماليزيا، وتايلاند، بلجيكا ورومانيا والمكسيك.
تستضيف الأكاديمية أيضًا مركز آسيا والمحيط الهادئ للمسرح الدولي، برئاسة منظمة الأمم المتحدة للتربية والعلم والثقافة (اليونسكو). في السنوات الثلاث الماضية، نفذ أعضاء هيئة التدريس مشاريع التبادل الدولي في الخارج أكثر من 250 شخص / مرة. ذهب أكثر من 300 طالب إلى الخارج للدراسة أو الأداء. دعت أكاديمية المسرح في شانغهاي أكثر من 30 خبيرًا وأستاذًا عالميًا مشهورًا من الولايات المتحدة الأمريكية وفرنسا وإنجلترا وإيطاليا لإلقاء محاضرات وعقد ورش عمل.

## الأقسام
- قسم التمثيل، قسم الدراما والأدب، قسم فن المسرح، قسم الإخراج، قسم السينما والتلفزيون، قسم العلوم الإنسانية والاجتماعية، كلية الأوبرا الصينية، كلية الرقص، كلية الإبداع وكلية التعليم المستمر.
- تشمل مستويات التعليم المهني في المرحلة الجامعية الأولى التمثيل، والدراما، والأدب السينمائي والتلفزيوني، والدراما، وتصميم الفن السينمائي والتلفزيوني، والتصميم الفني، ومخرج السينما والتلفزيون المسرحي، ومدير الإذاعة والتلفزيون، وبث واستضافة الفن، والتصوير السينمائي والتلفزيوني والإنتاج، وتصميم الرقصات، والإدارة الثقافية والتخصصات الأخرى التي تغطي الدراما والأوبرا والرقص والفئات المهنية الأخرى.

## المسارح
ركز القسم الرئيسي للكلية على العديد من المسارح التي يمكن أن تلبي احتياجات العروض المهنية واسعة النطاق لممارسة التدريس.
- المسرح التجريبي: يمكن أن يستوعب 999 شخصًا، وهو أحد أماكن العروض الثقافية الهامة على نطاق شنغهاي ومكان الأداء المخصص لمهرجان شنغهاي الدولي للفنون.
- مسرح «الصندوق الأسود»: جرت تسميته بهذا الاسم لأن المساحة الداخلية كلها سوداء، مسرح الصندوق الأسود (بالصينية: 黑匣子)هو أيضًا لقب «المسرح التجريبي الصغير» في دائرة المسرح الدولي، ومن هنا جاءت تسميته. يتمتع بمرونة مسرحية قوية ومناسب لأداء الأعمال التجريبية.
- مساحة تجريبية جديدة: كان المبنى الأصلي هو استوديو شركة «أفلام الصين» في ثلاثينيات القرن الماضي، والتي كانت مسقط رأس «الأفلام الصينية الأولى». بعد التجديد في عام 2000، حافظ المظهر الخارجي على المظهر الأصلي لجدار الطوب الأحمر، وأصبح الجزء الداخلي مسرحًا صغيرًا جديدًا ومجهزًا بالكامل. مناسب لجميع أنواع الأعمال الدرامية والمحاضرات والتقارير والأنشطة الأخرى التجريبية.
- المسرح الصغير: الموقع الأصلي عبارة عن قاعة صغيرة من الطراز القديم، منذ الخمسينيات من القرن الماضي، يتم تقديم جميع عروض التخرج في الكلية هنا. في عام 2004، أعيد بناء مسرح جديد متوسط الحجم في الموقع الأصلي.

## الأبحاث الأكاديمية
- الإصدارات الأكاديمية: «فن الدراما» كل شهرين
- القسم الرئيسي للكلية لديه قسم بالوكالة، وقسم الدراما والأدب، وقسم الإخراج، الفن والتلفزيون، وكلية الإبداع
- «الدراما والأوبرا الصينية» تخصص رئيسي وطني
- التبادل والتعاون الدولي. استضافة ندوات أكاديمية دولية ومهرجان شكسبير الدولي. يقام المهرجان الدولي للمسرح الصغير كل ثلاث سنوات.

## العمداء السابقون
- غو تشونغ يي، مدير مدرسة الدراما التجريبية التابعة لبلدية شنغهاي، ديسمبر 1945-ديسمبر 1947
- شيونغ فوكسي مدير مدرسة الدراما التجريبية التابعة لبلدية شنغهاي (فبراير 1947 - يونيو 1949)، مدير أكاديمية شنغهاي للدراما (يونيو 1949 - سبتمبر 1952)، عميد فرع شرق الصين للأكاديمية المركزية للدراما (أكتوبر 1952) - ديسمبر 1955)
- شيونغ فوكسي، عميد فرع شرق الصين للأكاديمية المركزية للدراما (ديسمبر 1952-1956)، عميد أكاديمية شنغهاي للمسرح (1956 أكتوبر 1965)
- يو لينغ دين ديسمبر 1980 - أبريل 1981
- سو كون، سكرتير لجنة الحزب ونائب عميد أكاديمية شنغهاي للمسرح (ديسمبر 1956-فبراير 1980)، العميد (أبريل 1981-فبراير 1984)
- تشين جونج مين عميد فبراير 1984 - فبراير 1988
- عميد تيانفا بالإنابة فبراير 1989 - يوليو 1990
- يو كيويو دين يوليو 1990-يونيو 1992
- العميد هو مياوشينغ يونيو 1992 - أبريل 1996
- العميد رونغ كواغرنغ أبريل 1996 - أبريل 2006
- العميد هان شنغ سبتمبر 2009 - أبريل 2016
- العميد هوانغ شانغيونغ أبريل 2016—

## أبرز الخريجين
- دفعة 1974: شو شينغ
- دفعة 1976: بان هونغ
- دفعة 1980: دينغ جيالي
- دفعة 1981: وانغ لويونغ، سونغ جيا
- دفعة 1984: أنت يونغ
- دفعة 1985: قوه دونجلين
- دفعة 1986: تشين هونغ
- دفعة 1987: ليو تشيونغ، وانغ هوي
- دفعة 1989: تشو جي
- دفعة 1990: شو زهنغ
- دفعة 1993: لي بينغبينغ، فان لياو، لي يو
- دفعة 1994: ما ييلي
- دفعة 1995: لو يي، لي تشيان
- دفعة 1996: هاو لي، ني يوان، تشن سيشنغ
- دفعة 1997: تونغ داوي، يان ييكوان، فينغ شاوفينغ، يانغ رونغ، يو تشنغ
- دفعة 2000: وان تشيان
- دفعة 2001: هو غي، هان شيويه، يوان هونغ
- دفعة 2002: صن ييتشو، مونيكا موك، لي جياين
- دفعة 2003: شو هايكياو
- دفعة 2004: جيانغ شويينغ، ولي جين مينغ، وتشاو جي، وتشنغ كاي، وتشين هي، وإريك وانغ، ودو جيانغ، ولو يونكسي
- دفعة 2005: جين شيجيا، لوه يونكسي
- دفعة 2006: لي جياهانج، لو ييشياو
- دفعة 2007: لين جينجكسين، بوربا رجيال
- دفعة 2008: لي تشين، وانغ يانلين
- دفعة 2009: جيانغ جينفو، تشانغ زيهان
- دفعة 2010: ديلرابا ديلمورات، ميركسات، يوان بينجيان، هوانغ شيجيا
- دفعة 2011: دينغ لون
- دفعة 2012: إلفيس هان، فين زانغ، بينغ يوتشانغ، شينغ فاي، شو ويتشو
- دفعة 2013: دينغ يوكسي
- دفعة 2014: تشو تشينجتينج
- دفعة 2015: تسنغ كيني، دينغ يوكسي
- دفعة 2016: تشيو شينيى
- دفعة 2017: شيا زيغوانغ ووانغ شوران
- دفعة 2019: صن تشيني